# 무하 박물관
무하 박물관(체코어: Muchovo muzeum)은 체코 프라하에 있는 미술관이다. 알폰스 무하의 삶과 작품에 초점을 맞추고 있다.